# Contea di Conversano
La contea di Conversano fu un feudo che appartenne in successione a quattro caste nobili; esso comprendeva anche parte del territorio  di Castellana e della Selva di Alberobello (dal 15 maggio 1481);  Facevano parte della contea pure i borghi di Casamassima, Castiglione, Noci, escluso il barsento, e Turi.
Il feudo ebbe una lunga durata, dal 1054 al 1806.

## Storia

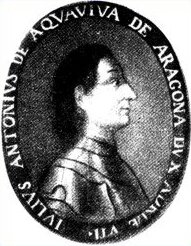
Giulio Antonio I Acquaviva d'Aragona

Dalla metà dell'XI secolo, con la dominazione normanna delle regioni meridionali della penisola italiana, Conversano assurse a vero e proprio centro di potere: intorno al 1054 Goffredo d'Altavilla, nipote di Roberto il Guiscardo, prese il titolo di comes Cupersani e fece della cittadina il fulcro di un'amplissima contea, estesa per buona parte della Puglia centro-meridionale, tra Bari e Brindisi e fino a Lecce e Nerito (Nardò).
L'importanza della corte conversanese nel panorama nobiliare di quegli anni è ben attestata dall'aver ospitato nel castello, per alcuni mesi, il duca di Normandia Roberto II detto il Cortacoscia, figlio del re d'Inghilterra Guglielmo I il Conquistatore, che era di passaggio in Puglia al termine della prima crociata; Roberto II sposò anzi Sibilla, figlia di Goffredo, e ricevette una dote abbastanza cospicua per riscattare l'ipoteca di 10.000 ducati sul ducato di Normandia accesa prima della partenza per la Terrasanta. Intanto, a Conversano, Goffredo confermò i diritti fiscali sull'intero agro della limitrofa Castellana in favore dei monaci benedettini, presenti nella cittadina probabilmente dall'VIII secolo.
Alla morte di Goffredo (avvenuta nel 1101 secondo Lupo Protospata), la contea andò in eredità a suo figlio Roberto e poi al secondogenito Alessandro. Nel 1132, sconfitto da Ruggero II di Sicilia, Alessandro fuggì in Dalmazia perdendo la contea di Conversano, che 1134 Ruggero II assegnò a suo cognato Roberto I di Bassavilla. Nel 1138 gli succedette il figlio Roberto II, (dal 1154 anche conte di Loritello) che vi regnò fino alla morte (1182).
Seguì un periodo nel quale il feudo tornò alle dirette dipendenze del regio demanio, con la parentesi del decennio 1197-1207 in cui fu possedimento di Berardo di Celano, in quegli anni precettore del futuro Federico II di Svevia. Più tardi furono conti di Conversano per quasi un secolo i Brienne (1269-1356), fino alla morte senza eredi del duca d'Atene Gualtieri VI. Alla guida della contea si avvicendarono più volte alcuni importanti casati, soprattutto per via matrimoniale: gli Enghien, gli Orsini del Balzo (1423-1455) e gli Acquaviva (in seguito Acquaviva d'Aragona) fino all'abolizione della feudalità del 1806.
L'ultima discendente della casata è stata Giulia (1881-1967), coniugata con Giustiniano Tomacelli e madre di Fabio (+2003).

## Conti di Conversano

### Periodo normanno
- Goffredo di Conversano, dal 1054 al 1100
- Roberto di Conversano (figlio di Goffredo), dal 1100 al 1113
- Alessandro di Conversano (fratello di Roberto), dal 1113 al 1132
- demanio regio
- Roberto I di Bassavilla, dal 1135 al 1138
- Roberto II di Bassavilla (figlio di Roberto I), dal 1138 al 1158
- demanio regio per requisizione
- Roberto II di Bassavilla (ripristinato), dal 1169 al 1182
- Adelisia di Loritello (vedova di Roberto II), dal 1182 al 1187
- demanio regio, dal 1187 al 1192
- Ugo Lupino dal 1192 al 1197

### Periodo svevo

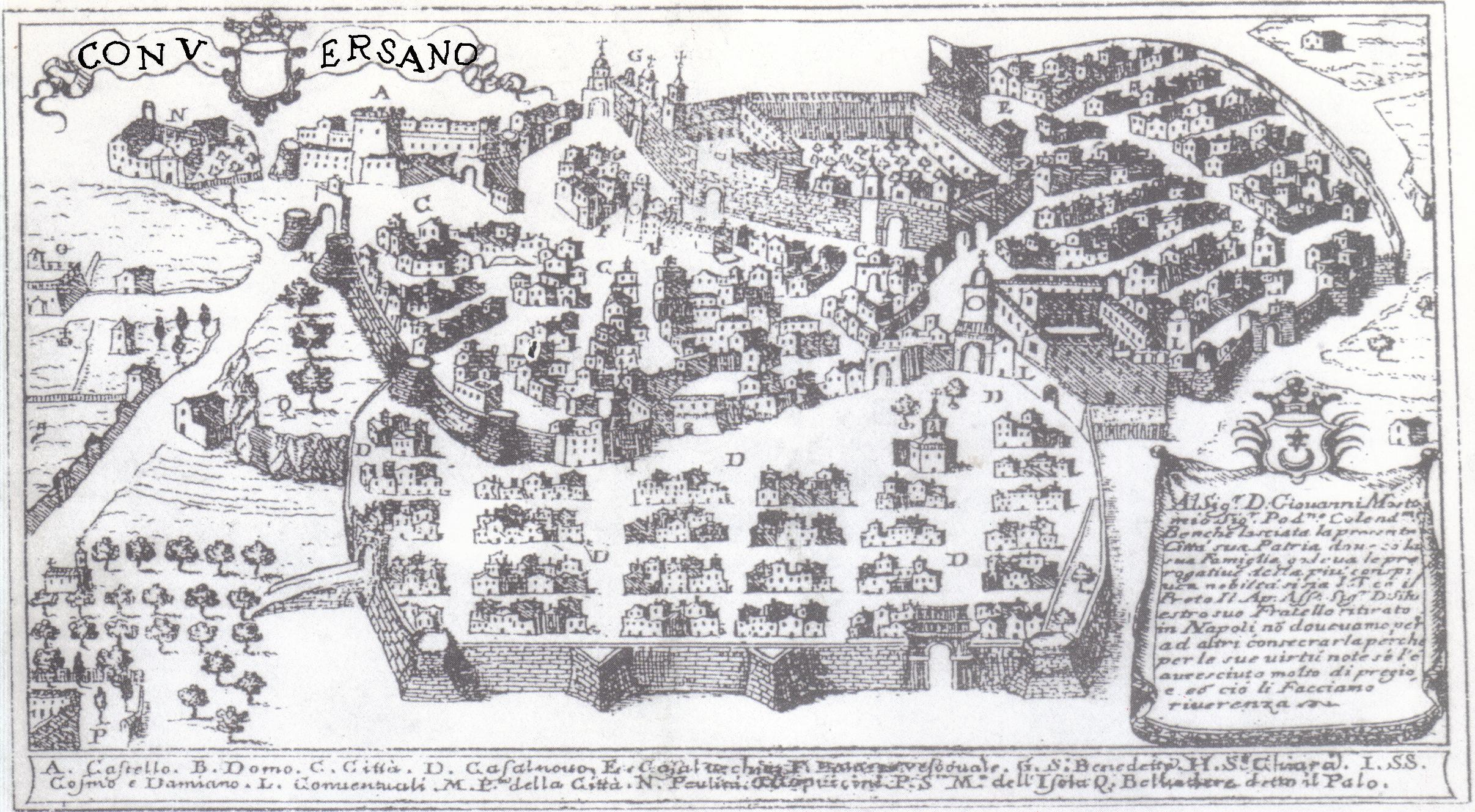
Conversano nel Seicento

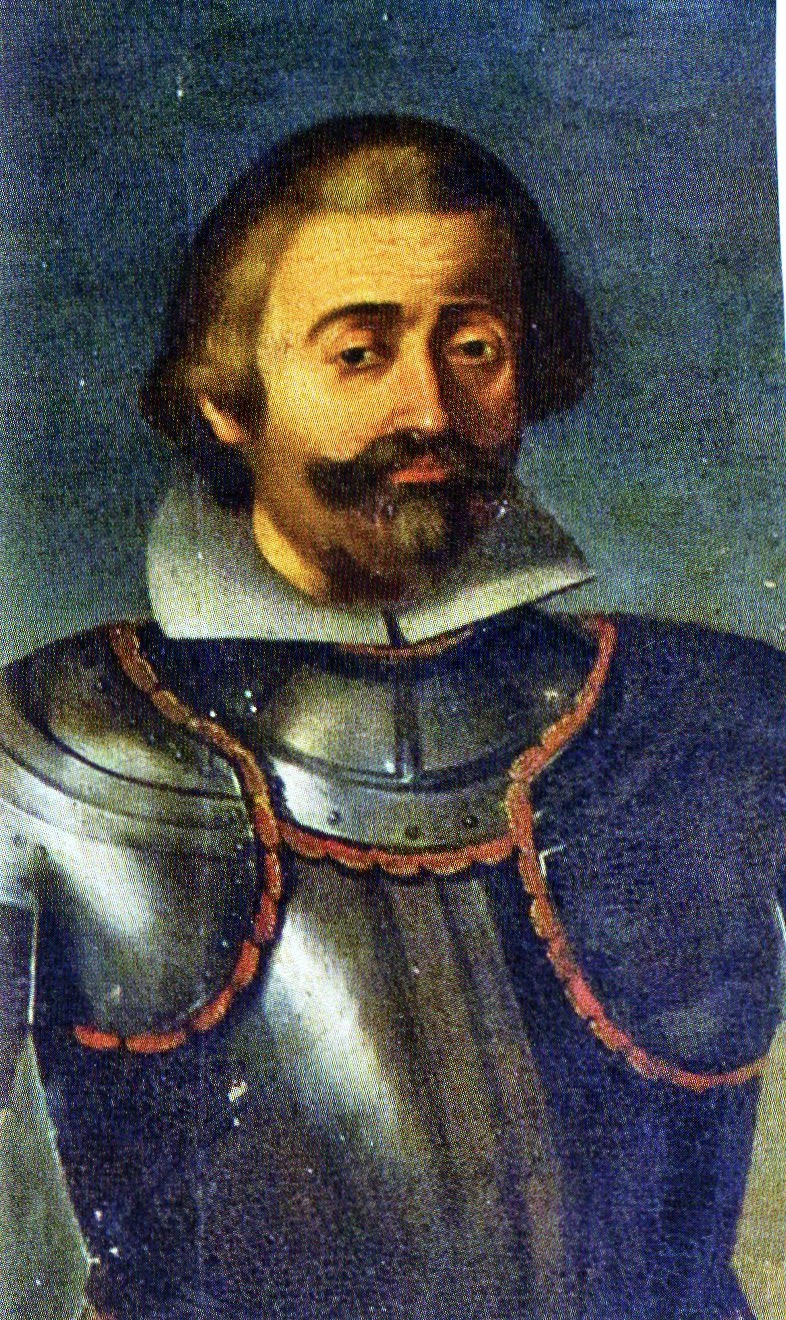
Giangirolamo II, il "Guercio delle Puglie"

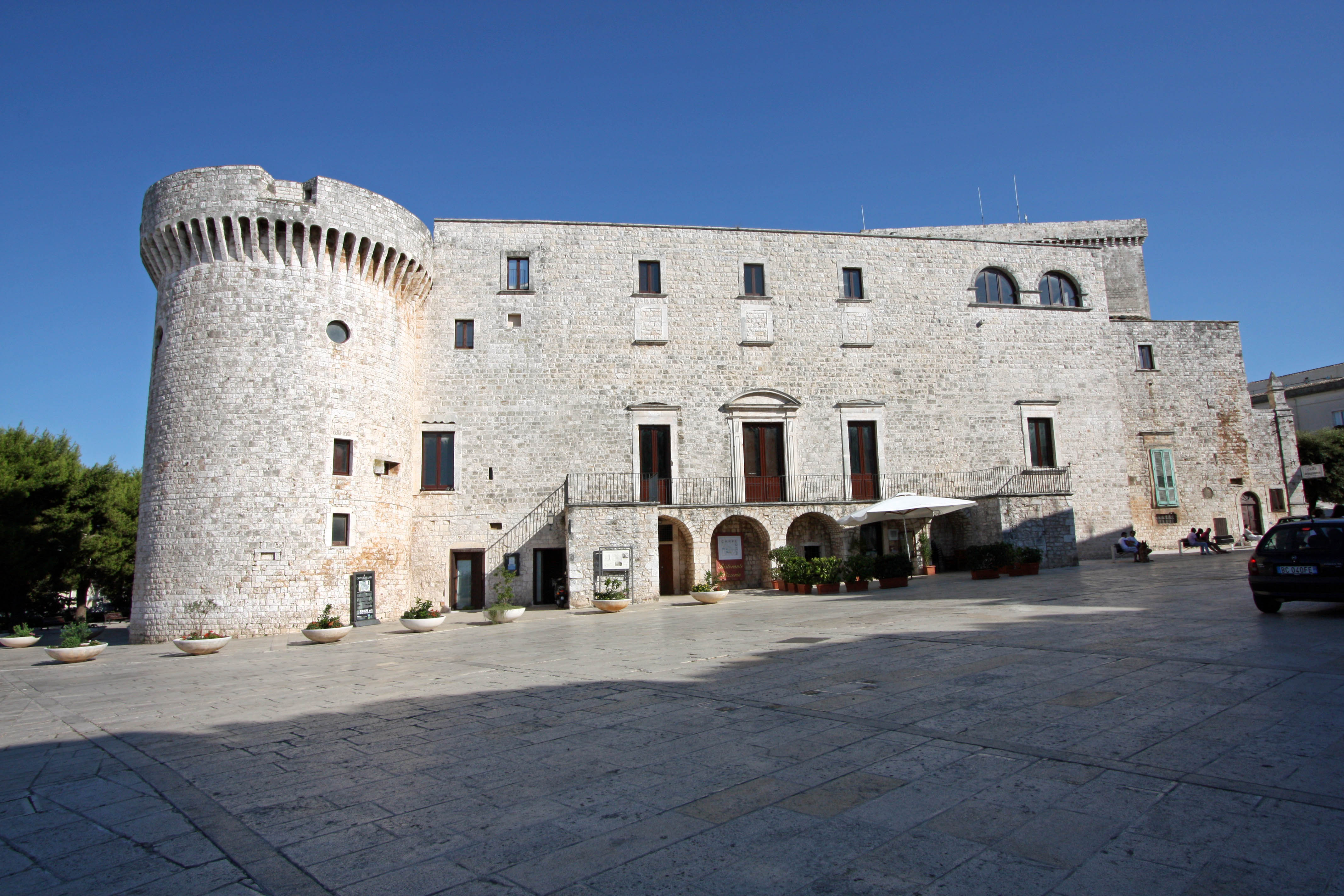
Il castello di Conversano

- Berardo di Celano dal 1197 al 1207[5]
- Berardino Gentile dal 1217 al 1240
- Filippo Chinardo dal 1240 al 1267
- demanio regio dal 1267 al 1269

### Periodo angioino
- Ugo di Brienne, dal 1269 al 1296
- Gualtieri V di Brienne (figlio di Ugo), dal 1269 al 1311
- Gualtieri VI di Brienne (figlio di Gualtieri V), dal 1311 al 1356
- Isabella di Brienne (sorella di Gualtieri VI), dal 1357 al 1360
- Luigi d'Enghien (figlio di Isabella di Brienne), dal 1360 al 1397,
- Luigi Sanseverino (Conversano), dal 1397 al 1405
- Pietro I di Lussemburgo, 1405-1407
- Alberico da Barbiano, dal 1411 al 1422
- Giovanni Antonio Orsini Del Balzo, 11º conte di Conversano dal 1423 al 1433 e 1440-1455
- Giacomo Caldora, dal 1426 al 1434
- Antonio Caldora (figlio di Giacomo), dal 1434 al 1440

### Conti di Conversano di casa Acquaviva d'Aragona (1456-1806)[6]
| N° | Titolo   | Nome                                 | Dal  | Al   | Consorte e Note                                                                            |
| 1  | Contessa | Caterina Orsini Del Balzo            | 1456 | 1481 | Giulio Antonio I Acquaviva d'Aragona; figlia naturale di Giovanni Antonio Orsini Del Balzo |
| 2  | Conte    | Giulio Antonio I Acquaviva d'Aragona | 1456 | 1481 | Caterina Orsini Del Balzo                                                                  |
| 3  | Conte    | Belisario                            | 1481 | 1496 | Sveva Sanseverino di Bisignano                                                             |
| 4  | Conte    | Andrea Matteo                        | 1496 | 1529 | Isabella Piccolomini, Caterina della Ratta                                                 |
| 5  | Conte    | Giulio Antonio II                    | 1529 | 1540 | titolare; la contea fu requisita dal re                                                    |
| 6  | Conte    | Giannantonio Donato                  | 1540 | 1554 | Isabella Spinelli                                                                          |
| 7  | Conte    | Giangirolamo I                       | 1554 | 1592 | Margherita Pio di Carpi                                                                    |
| 8  | Conte    | Adriano                              | 1592 | 1607 | Isabella Caracciolo di Tocco                                                               |
| 9  | Conte    | Giulio I                             | 1607 | 1626 | Caterina Acquaviva d'Aragona                                                               |
| 10 | Conte    | Giangirolamo II                      | 1626 | 1665 | Isabella Filomarino, reggente; detto "Il Guercio delle Puglie                              |
| 11 | Conte    | Cosimo                               | 1665 |      | Caterina di Capua-della Riccia                                                             |
| 12 | Conte    | Giangirolamo III                     | 1665 | 1681 | Aurora Sanseverino di Bisignano; senza prole                                               |
| 13 | Conte    | Giulio II                            | 1681 | 1691 | Dorotea Acquaviva d'Atri, reggente (1691-1710)                                             |
| 14 | Conte    | Giulio Antonio III                   | 1691 | 1746 | Maria Spinelli di Tarsia                                                                   |
| 15 | Conte    | Giangirolamo IV                      | 1746 | 1777 | Giuseppa Spinelli della Scalea                                                             |
| 16 | Conte    | Giulio Antonio IV                    | 1777 | 1801 | Teresa Spinelli della Scalea                                                               |
| 17 | Conte    | Giangirolamo V                       | 1801 | 1806 | Maria Giulia Colonna di Stigliano; ultimo Conte sovrano, morì nel 1848                     |